# Jessica Heap
Jessica Heap (nacida el 4 de marzo de 1983) es una actriz estadounidense conocida por su papel como Eden Baldwin en la serie de la CBS The Young and the Restless. También ha aparecido en otras series de televisión como CSI: Miami, y en numerosas películas como Battle: Los Angeles, Sinners and Saints, I Love You Phillip Morris, Death Toll, y Spring Break '83, y en las películas para televisión Fab Five: The Texas Cheerleader Scandal y Journey to Promethea.

## Filmografía
| Título                                  | Año           | Papel                         | Notas                                             |
| --------------------------------------- | ------------- | ----------------------------- | ------------------------------------------------- |
| Casi 300                                | 2008          | Amiga de mujer espartana      | Sin acreditar                                     |
| Death Toll                              | 2008          | Asistente del concejal McGraw |                                                   |
| Fab Five: The Texas Cheerleader Scandal | 2008          | Jeri Blackburn                | Película para televisión                          |
| College                                 | 2008          | Chica universitaria #2        |                                                   |
| Mutants                                 | 2008          | Hannah                        |                                                   |
| Abduction of Jesse Bookman              | 2008          | Camarera                      |                                                   |
| The Grapevine                           | 2008          | Beatrice Clooney              | Corto                                             |
| Middle of Nowhere                       | 2008          | Justine Spitz                 |                                                   |
| I Love You Philip Morris                | 2009          | Secretaria                    |                                                   |
| Terrebonne                              | 2010          | Jean Mauriere                 | Corto                                             |
| Journey to Promthea                     | 2010          | Aria                          | Película para televisión                          |
| Sinners and Saints                      | 2010          | Becky                         |                                                   |
| Trance                                  | 2010          | Paula                         | Película de miedo                                 |
| Battle: Los Angeles                     | 2011          | Jessy                         |                                                   |
| CSI: Miami                              | 2011          | Corinne Palmer                | Serie de televisión, 1 episodio: "Paint It Black" |
| Mardi Gras: Spring Break                | 2011          | Chica de Casamento            |                                                   |
| Spring Break '83                        | 2011          | Guapa #2                      |                                                   |
| The Young and the Restless              | 2011–presente | Eden Baldwin                  | Serie de televisión, personaje principal          |